# Alexander Van der Bellen
Alexander Van der Bellen, (Beč, 18. siječnja 1944.) je austrijski političar te aktualni Predsjednik Republike Austrije od 2017.

## Životopis
Van der Bellen rođen je u Beču kao sin Aleksandra Konstantina, koji je bio ruskog podrijetla i Alme Siebiold, koja je bila Estonka. Bio je član Socijaldemokratske radničke stranke Austrije i Zelenih. Na predsjedničkim izborima u Austriji 2016., kao nezavisni kandidat, pobijedio je desničarskog protukandidata Norberta Hofera (FPÖ).